# Rojický Rybník
Rojický Rybník är en sjö i Tjeckien.   Den ligger i regionen Södra Böhmen, i den centrala delen av landet, 90 km söder om huvudstaden Prag. Rojický Rybník ligger 456 meter över havet. Arean är 0,46 kvadratkilometer. Trakten runt Rojický Rybník består till största delen av jordbruksmark. Den sträcker sig 0,8 kilometer i nord-sydlig riktning, och 0,8 kilometer i öst-västlig riktning.